# 三原山ドライブウェイ
三原山ドライブウェイ（みはらやまドライブウェイ）は、かつて東京都大島町にあった一般自動車道事業による有料道路である。また島内では大野重治が湯場～御神火茶屋間の自動車専用道路を旧法下で出願した事から大野道路ともよばれていた。
湯場地区と御神火茶屋付近を結ぶ延長4.1キロメートルの道路で、大島登山自動車道株式会社が建設、管理運営をしていた。
1986年の三原山噴火に伴う全島避難で休止していたものを、大島町の要望により東京都に無償譲渡され、東京都道207号大島公園線となった。1985年（昭和60年）当時の通行料は普通、小型、軽自動車とも800円であった。
三原山噴火による割れ目噴火の直撃を受け、一部が溶岩に埋まってしまった。譲渡後は自動車通行不能区間を溶岩流遊歩道と呼ばれる遊歩道にし、観光地整備をしている。また、湯場側入り口は整備不良のため封鎖されている。

## 沿革
- 1934年（昭和9年）昭和8年公布の旧自動車交通事業法下で出願。
- 1938年（昭和13年）8月20日 国から事業免許を受ける。
- 1954年（昭和29年）7月11日 供用開始。
- 1987年（昭和62年）3月15日 無償譲渡された。